# Karol G/Auszeichnungen für Musikverkäufe

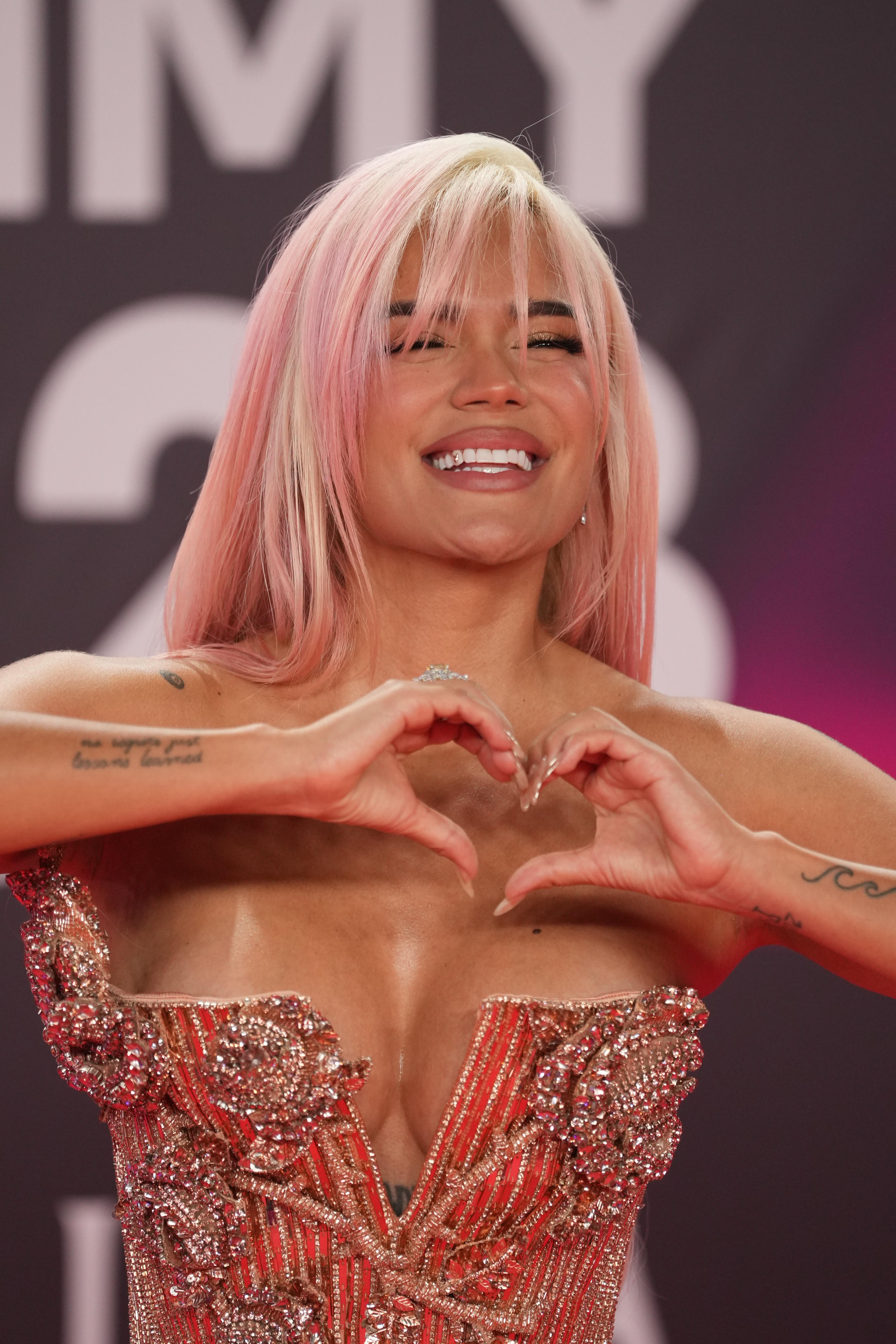
Karol G (2023)

Dies ist eine Übersicht über die Auszeichnungen für Musikverkäufe der kolumbianischen Reggaeton-, RnB- und Pop-Sängerin Karol G. Die Auszeichnungen finden sich nach ihrer Art (Gold, Platin usw.), nach Staaten getrennt in chronologischer Reihenfolge, geordnet sowie nach den Tonträgern selbst, ebenfalls in chronologischer Reihenfolge, getrennt nach Medium (Alben, Singles usw.), wieder.

## Auszeichnungen
| - Vereinigtes Königreich - 2021: für das Lied Enjoy Yourself - 2024: für die Single Tusa - Argentinien - 2022: für die Single Location - 2022: für die Single Sejodioto - Australien - 2021: für das Lied Enjoy Yourself - 2023: für die Single Don’t Be Shy - Belgien - 2020: für die Single Tusa - Brasilien - 2024: für die Single X - 2024: für das Lied Qlona - 2024: für die Single X si volvemos - 2024: für die Single Gatúbela - 2024: für die Single Ocean - 2025: für die Single S91 - 2025: für das Lied Mientras me curo del cora - 2025: für die Single Labios Mordidos - Chile - 2018: für die Single Culpables - 2021: für das Lied Leyendas - 2022: für die Single Provenza - 2022: für die Single Poblado (Remix) - Deutschland - 2022: für die Single Tusa - Ecuador - 2017: für die Single Ahora me llama - 2020: für die Single Bichota - Frankreich - 2019: für die Single China - 2022: für die Single Peligrosa - 2024: für die Single Provenza - 2024: für die Single Don’t Be Shy - 2024: für die Single Mamiii - 2025: für das Album Mañana será bonito - Italien - 2022: für die Single Mamiii - 2023: für die Single Provenza - 2024: für das Album Mañana será bonito - 2024: für das Lied Qlona - Kanada - 2020: für die Single X - 2023: für die Single Bichota - 2023: für die Single Mi cama (Remix) - 2024: für das Album Mañana será bonito - 2025: für die Single Créeme - 2025: für das Lied Mi Ex tenía razón - 2025: für die Single Gatúbela - 2025: für die Single X si volvemos - Kolumbien - 2021: für das Album KG0516 - 2022: für die Single Provenza - Mexiko - 2022: für das Lied Contigo voy a muerte - 2022: für das Lied Leyendas - 2025: für die Single No te deseo el mal - Neuseeland - 2022: für das Lied Enjoy Yourself - 2023: für die Single Tusa - Peru - 2017: für die Single Casi nada - 2017: für die Single A ella - 2017: für die Single Ahora me llama - 2018: für die Single Créeme - Polen - 2020: für die Single X - 2024: für die Single Si antes te hubiera conocido - 2024: für die Single TQG - Portugal - 2020: für die Single Secreto - 2022: für die Single Don’t Be Shy - 2022: für das Lied Enjoy Yourself - 2022: für die Single Bichota - 2022: für die Single Mamiii - 2024: für das Album Mañana será bonito - Schweiz - 2023: für die Single TQG - Spanien - 2024: für die Single Mi mala (Remix) - 2024: für die Single Miedito o Qué? - 2024: für die Single Tú no amas - 2024: für das Lied Tus gafitas - 2024: für das Lied Mañana será bonito - 2024: für die Single Watati - 2024: für das Lied Dispo - 2024: für das Lied Gato malo - 2024: für das Lied Gucci los paños - 2024: für das Lied Besties - 2024: für das Lied Carolina - 2024: für die Single Que chimba de vida - 2024: für das Lied Ojos Ferrari - 2024: für die Single +57 - 2025: für die Single Latina Foreva - 2025: für das Album Tropicoqueta - 2025: für das Lied Verano rosa - 2025: für die Single Milagros - Uruguay - 2022: für die Single Ocean - 2022: für die Single Dices que te vas - Vereinigte Staaten - 2019: für die Single Tu pum pum (Latin) - 2019: für die Single Hijoepu*# (Latin) - 2019: für die Single China (Latin) - 2020: für die Single Desame suerte (Latin) - 2021: für das Lied Beautiful Boy (Latin) - 2021: für das Lied Dejalos Que Miren (Latin) - 2021: für das Lied DVD (Latin) - 2021: für das Lied Gato malo (Latin) - 2021: für das Lied Leyendas (Latin) - 2021: für das Lied Odisea (Latin) - 2021: für das Lied Sola es major (Latin) - 2022: für die Single Friki (Latin) - 2022: für die Single Don’t Be Shy - 2023: für die Single X si volvemos (Latin) - 2024: für das Lied Provenza (Remix) (Latin) - 2024: für die Single My Family - 2024: für das Lied Mañana será bonito - 2024: für das Lied Pero tú - 2024: für das Album Mañana será bonito (Bichota Season) - Zentralamerika - 2022: für das Lied Leyendas - 2022: für die Single Friki - 2024: für die Single Labios Mordidos - Argentinien - 2022: für die Single Provenza - 2022: für die Single El Makinon - 2024: für die Single Si antes te hubiera conocido - Belgien - 2025: für die Single Si antes te hubiera conocido - Brasilien - 2022: für die Single Mamiii - 2023: für die Single Secreto - 2024: für das Lied La vida continuó - 2024: für die Single Ay, Dios Mío! - 2024: für das Album KG0516 - 2024: für die Single El Makinon - 2024: für die Single Créeme - 2025: für das Album Mañana será bonito - 2025: für die Single Amargura - Chile - 2017: für die Single Ahora me llama - 2019: für die Single Secreto - 2021: für die Single El Makinon - 2021: für die Single Location - Ecuador - 2018: für die Single Mi cama - 2018: für die Single Créeme - Italien - 2019: für die Single Secreto - 2023: für die Single Don’t Be Shy - 2023: für die Single TQG - Kanada - 2023: für die Single Tusa - 2023: für die Single Don’t Be Shy - 2023: für die Single Provenza - 2025: für die Single TQG - 2025: für die Single Si antes te hubiera conocido - Kolumbien - 2017: für die Single Ahora me llama - 2018: für die Single Mi cama - 2018: für die Single Créeme - Mexiko - 2019: für die Single Mi cama - 2019: für die Single Punto G - 2022: für das Album KG0516 - 2022: für die Single Friki - Peru - 2018: für die Single Mi cama - 2018: für die Single Culpables - 2020: für die Single Bichota - 2022: für die Single Provenza - Polen - 2020: für die Single Tusa - Portugal - 2020: für die Single China - 2022: für die Single Provenza - 2023: für die Single TQG - Schweiz - 2022: für die Single Mamiii - Spanien - 2021: für die Single Location - 2021: für die Single Poblado (Remix) - 2024: für die Single A ella - 2024: für die Single Dicen - 2024: für die Single No te deseo el mal - 2024: für die Single Punto G - 2024: für die Single Sejodioto - 2024: für das Lied Contigo voy a muerte - 2024: für das Lied Kármika - 2024: für die Single Follow - 2024: für die Single Friki - 2024: für das Album Mañana será bonito (Bichota Season) - 2024: für das Lied Oki Doki - 2024: für die Single 200 Copas - 2024: für die Single Tá OK (Remix) - 2024: für das Lied Una noche en Medellín (Remix) - 2024: für die Single Pineapple - Uruguay - 2022: für die Single Punto G - 2022: für die Single Ahora me llama - 2022: für die Single A ella - 2022: für die Single Pineapple - Vereinigte Staaten - 2019: für die Single Casi nada (Latin) - 2021: für das Lied Contigo voy a muerte (Latin) - 2022: für die Single Miedito o Qué? (Latin) - Zentralamerika - 2018: für die Single Pineapple - 2022: für die Single Location - 2022: für die Single 200 Copas - 2022: für die Single Mamiii - 2022: für die Single Sejodioto - 2022: für die Single Provenza | - Mexiko - 2019: für die Single Pineapple - 2022: für das Lied El Barco - 2022: für die Single Ay, Dios Mío! - 2022: für die Single Location - Argentinien - 2022: für die Single Ay, Dios Mío! - Brasilien - 2019: für die Single Mi cama - 2022: für die Single Don’t Be Shy - 2024: für die Single Provenza - 2024: für die Single Bichota - 2025: für die Single Si antes te hubiera conocido - Ecuador - 2017: für die Single A ella - 2017: für die Single Casi nada - Italien - 2020: für die Single Tusa - 2021: für die Single China - 2024: für die Single Si antes te hubiera conocido - Kolumbien - 2017: für die Single A ella - Mexiko - 2019: für die Single Créeme - 2019: für die Single Culpables - 2019: für die Single Secreto - 2022: für das Album Ocean - 2025: für die Single Mamiii - Peru - 2020: für die Single Tusa - Polen - 2023: für die Single Don’t Be Shy - Spanien - 2023: für das Album KG0516 - 2024: für die Single Ahora me llama - 2024: für die Single Culpables - 2024: für die Single Gatúbela - 2024: für die Single Créeme - 2024: für das Lied Pero tú - 2024: für die Single Caramelo (Remix) - 2024: für das Lied Mi Ex tenía razón - 2024: für die Single Ocean - 2024: für die Single Contigo - 2024: für das Lied Gatita Gangster - 2025: für das Lied El Barco - 2025: für die Single S91 - Uruguay - 2022: für die Single Culpables - Venezuela - 2017: für die Single Hello - 2019: für das Album Ocean - Vereinigte Staaten - 2018: für das Album Unstoppable (Latin) - Zentralamerika - 2018: für das Album Unstoppable - 2021: für das Album KG0516 - 2023: für die Single Caramelo (Remix) - Mexiko - 2020: für die Single China - 2021: für die Single Mi mala - 2022: für die Single 200 Copas - 2024: für das Lied Mi Ex tenía razón - Argentinien - 2022: für die Single Bichota - Ecuador - 2017: für die Single Hello - 2020: für die Single Tusa - Mexiko - 2021: für die Single Caramelo (Remix) - 2022: für die Single Bichota - Peru - 2017: für die Single Hello - 2019: für die Single Secreto - Spanien - 2024: für das Lied Mientras me curo del cora - 2024: für die Single X si volvemos - 2024: für die Single Don’t Be Shy - 2024: für die Single Ay, Dios Mío! - 2024: für die Single Mi cama - 2024: für die Single El Makinon - Uruguay - 2021: für die Single Bichota - 2022: für die Single Tusa - Venezuela - 2019: für die Single Secreto - Vereinigte Staaten - 2018: für die Single Mi mala (Latin) - 2019: für die Single Créeme (Latin) - 2019: für die Single Hello (Latin) - 2019: für die Single Pineapple (Latin) - 2019: für die Single A ella (Latin) - 2021: für die Single 200 Copas (Latin) - 2022: für die Single Friki (Latin) - Zentralamerika - 2022: für die Single Ay, Dios Mío! - 2022: für die Single El Makinon - Mexiko - 2022: für die Single Poblado (Remix) - 2022: für die Single Tusa - 2022: für das Album Unstoppable - Argentinien - 2022: für die Single Tusa - Chile - 2020: für die Single Tusa - Ecuador - 2019: für das Album Ocean - Mexiko - 2022: für die Single El Makinon - 2024: für die Single Si antes te hubiera conocido - Portugal - 2023: für die Single Tusa - Spanien - 2024: für die Single Secreto - 2024: für die Single Bichota - 2024: für die Single Cairo - 2024: für das Album Mañana será bonito - Vereinigte Staaten - 2023: für die Single Cairo (Latin) - Mexiko - 2021: für die Single Ocean (Remix) - Kolumbien - 2017: für die Single Hello - Spanien - 2024: für das Lied Qlona - 2025: für die Single Amargura - Uruguay - 2022: für die Single Mi cama - Vereinigte Staaten - 2019: für das Album Ocean (Latin) - 2021: für das Lied El Barco (Latin) | - Portugal - 2025: für die Single Si antes te hubiera conocido - Vereinigte Staaten - 2021: für die Single Location (Latin) - 2025: für das Lied Mi Ex tenía razón (Latin) - 2025: für die Single S91 (Latin) - Ecuador - 2019: für die Single Secreto - Spanien - 2024: für die Single Mamiii - Vereinigte Staaten - 2018: für die Single Dame tu cosita (Remix) (Latin) - 2025: für das Lied Una noche en Medellín (Remix) (Latin) - 2025: für das Lied Qlona (Latin) - Spanien - 2024: für die Single China - Vereinigte Staaten - 2024: für die Single Tú no amas (Latin) - 2024: für das Album Mañana será bonito (Bichota Season) (Latin) - Spanien - 2020: für die Single Tusa - 2024: für die Single TQG - 2024: für die Single Provenza - Vereinigte Staaten - 2024: für das Lied Mañana será bonito (Latin) - 2024: für das Lied Pero tú (Latin) - Spanien - 2025: für die Single Si antes te hubiera conocido - Vereinigte Staaten - 2021: für die Single El Makinon (Latin) - 2021: für das Album KG0516 (Latin) - Vereinigte Staaten - 2023: für die Single Gatúbela (Latin) - Vereinigte Staaten - 2021: für die Single Ay, Dios Mío! (Latin) - Vereinigte Staaten - 2022: für die Single Mamiii (Latin) - 2024: für die Single Si antes te hubiera conocido - Vereinigte Staaten - 2024: für das Album Mañana será bonito (Latin) - Vereinigte Staaten - 2021: für die Single Tusa (Latin) - Vereinigte Staaten - 2024: für die Single Provenza (Latin) - Kolumbien - 2024: für die Single Si antes te hubiera conocido - Brasilien - 2025: für die Single TQG - Chile - 2024: für die Single Si antes te hubiera conocido - Frankreich - 2020: für die Single Tusa - 2025: für die Single Si antes te hubiera conocido - 2025: für die Single TQG - Kolumbien - 2019: für die Single Secreto - 2019: für das Album Ocean - Mexiko - 2019: für die Single Mi cama - 2020: für die Single China - 2022: für die Single Location - 2025: für die Single Mamiii - Peru - 2019: für das Album Ocean - Uruguay - 2022: für die Single Créeme - Vereinigte Staaten - 2018: für die Single Ahora me llama (Latin) - 2019: für die Single Culpables (Latin) - 2019: für die Single Mi cama (Remix) (Latin) - 2019: für die Single Secreto (Latin) - Zentralamerika - 2019: für das Album Ocean - 2022: für die Single Bichota - 2022: für die Single Tusa - 2024: für die Single Si antes te hubiera conocido - Argentinien - 2022: für das Album Ocean - Chile - 2021: für die Single Ay, Dios Mío! - Mexiko - 2021: für die Single Ocean (Remix) - 2022: für die Single El Makinon - 2022: für das Album Ocean - Vereinigte Staaten - 2021: für die Single Bichota (Latin) - Brasilien - 2024: für die Single Tusa - Chile - 2021: für die Single Bichota - Mexiko - 2022: für das Album KG0516 - Argentinien - 2022: für das Album KG0516 - Kolumbien - 2021: für die Single Ay, Dios Mío! - 2021: für die Single Bichota - Mexiko - 2022: für die Single Ay, Dios Mío! - Kolumbien - 2021: für die Single Tusa - Mexiko - 2022: für die Single Tusa - 2022: für die Single Bichota |

## Auszeichnungen nach Alben

### Unstoppable
| Land/Region               | Auszeichnungen für Musikverkäufe (Land/Region, Auszeichnung, Verkäufe) | Verkäufe |
| ------------------------- | ---------------------------------------------------------------------- | -------- |
| Mexiko (AMPROFON)         | 7× Gold                                                                | 210.000  |
| Vereinigte Staaten (RIAA) | 2× Platin                                                              | 120.000  |
| Zentralamerika (CFC)      | 2× Platin                                                              | 20.000   |
| Insgesamt                 | 1× Gold · 7× Platin ·                                                  | 350.000  |

### Ocean
| Land/Region               | Auszeichnungen für Musikverkäufe (Land/Region, Auszeichnung, Verkäufe) | Verkäufe  |
| ------------------------- | ---------------------------------------------------------------------- | --------- |
| Argentinien (CAPIF)       | 2× Diamant                                                             | 270.000   |
| Ecuador (SOPROFON)        | 4× Platin                                                              | 24.000    |
| Kolumbien (ASINCOL)       | Diamant                                                                | 200.000   |
| Mexiko (AMPROFON)         | 2× Diamant · + 2× Platin                                               | 720.000   |
| Peru (UNIMPRO)            | Diamant                                                                | 60.000    |
| Venezuela (APFV)          | 2× Platin                                                              | 20.000    |
| Vereinigte Staaten (RIAA) | 5× Platin                                                              | 300.000   |
| Zentralamerika (CFC)      | Diamant                                                                | 100.000   |
| Insgesamt                 | 13× Platin · 7× Diamant ·                                              | 1.694.000 |

### KG0516
| Land/Region               | Auszeichnungen für Musikverkäufe (Land/Region, Auszeichnung, Verkäufe) | Verkäufe  |
| ------------------------- | ---------------------------------------------------------------------- | --------- |
| Argentinien (CAPIF)       | 4× Diamant                                                             | 540.000   |
| Brasilien (PMB)           | Platin                                                                 | 40.000    |
| Kolumbien (ASINCOL)       | Gold                                                                   | 10.000    |
| Mexiko (AMPROFON)         | 3× Diamant · + Platin                                                  | 2.240.000 |
| Spanien (Promusicae)      | Platin                                                                 | 40.000    |
| Vereinigte Staaten (RIAA) | 11× Platin                                                             | 660.000   |
| Zentralamerika (CFC)      | 2× Platin                                                              | 20.000    |
| Insgesamt                 | 1× Gold · 6× Platin · 8× Diamant ·                                     | 3.550.000 |

### Mañana será bonito
| Land/Region               | Auszeichnungen für Musikverkäufe (Land/Region, Auszeichnung, Verkäufe) | Verkäufe  |
| ------------------------- | ---------------------------------------------------------------------- | --------- |
| Brasilien (PMB)           | Platin                                                                 | 40.000    |
| Frankreich (SNEP)         | Gold                                                                   | 50.000    |
| Italien (FIMI)            | Gold                                                                   | 25.000    |
| Kanada (MC)               | Gold                                                                   | 40.000    |
| Portugal (AFP)            | Gold                                                                   | 3.500     |
| Spanien (Promusicae)      | 4× Platin                                                              | 160.000   |
| Vereinigte Staaten (RIAA) | 28× Platin                                                             | 1.680.000 |
| Insgesamt                 | 4× Gold · 13× Platin · 2× Diamant ·                                    | 1.998.500 |

### Mañana será bonito (Bichota Season)
| Land/Region               | Auszeichnungen für Musikverkäufe (Land/Region, Auszeichnung, Verkäufe) | Verkäufe  |
| ------------------------- | ---------------------------------------------------------------------- | --------- |
| Spanien (Promusicae)      | Platin                                                                 | 40.000    |
| Vereinigte Staaten (RIAA) | Gold                                                                   | 500.000   |
| Vereinigte Staaten (RIAA) | 8× Platin (Latin)                                                      | (480.000) |
| Insgesamt                 | 1× Gold · 9× Platin ·                                                  | 540.000   |

### Tropicoqueta
| Land/Region          | Auszeichnungen für Musikverkäufe (Land/Region, Auszeichnung, Verkäufe) | Verkäufe |
| -------------------- | ---------------------------------------------------------------------- | -------- |
| Spanien (Promusicae) | Gold                                                                   | 20.000   |
| Insgesamt            | 1× Gold ·                                                              | 20.000   |

## Auszeichnungen nach Singles

### Casi nada
| Land/Region               | Auszeichnungen für Musikverkäufe (Land/Region, Auszeichnung, Verkäufe) | Verkäufe |
| ------------------------- | ---------------------------------------------------------------------- | -------- |
| Ecuador (SOPROFON)        | 2× Platin                                                              | 12.000   |
| Peru (UNIMPRO)            | Gold                                                                   | 3.000    |
| Vereinigte Staaten (RIAA) | Platin                                                                 | 60.000   |
| Insgesamt                 | 1× Gold · 3× Platin ·                                                  | 75.000   |

### Hello
| Land/Region               | Auszeichnungen für Musikverkäufe (Land/Region, Auszeichnung, Verkäufe) | Verkäufe |
| ------------------------- | ---------------------------------------------------------------------- | -------- |
| Ecuador (SOPROFON)        | 3× Platin                                                              | 18.000   |
| Kolumbien (ASINCOL)       | 5× Platin                                                              | 100.000  |
| Peru (UNIMPRO)            | 3× Platin                                                              | 18.000   |
| Venezuela (APFV)          | 2× Platin                                                              | 20.000   |
| Vereinigte Staaten (RIAA) | 3× Platin                                                              | 180.000  |
| Insgesamt                 | 16× Platin ·                                                           | 336.000  |

### A ella
| Land/Region               | Auszeichnungen für Musikverkäufe (Land/Region, Auszeichnung, Verkäufe) | Verkäufe |
| ------------------------- | ---------------------------------------------------------------------- | -------- |
| Ecuador (SOPROFON)        | 2× Platin                                                              | 12.000   |
| Kolumbien (ASINCOL)       | 2× Platin                                                              | 40.000   |
| Peru (UNIMPRO)            | Gold                                                                   | 3.000    |
| Spanien (Promusicae)      | Platin                                                                 | 60.000   |
| Uruguay (CUD)             | Platin                                                                 | 3.000    |
| Vereinigte Staaten (RIAA) | 3× Platin                                                              | 180.000  |
| Insgesamt                 | 1× Gold · 7× Platin ·                                                  | 298.000  |

### Ahora me llama
| Land/Region               | Auszeichnungen für Musikverkäufe (Land/Region, Auszeichnung, Verkäufe) | Verkäufe |
| ------------------------- | ---------------------------------------------------------------------- | -------- |
| Chile (IFPI)              | Platin                                                                 | 80.000   |
| Ecuador (SOPROFON)        | Gold                                                                   | 3.000    |
| Kolumbien (ASINCOL)       | Platin                                                                 | 20.000   |
| Peru (UNIMPRO)            | Gold                                                                   | 3.000    |
| Spanien (Promusicae)      | 2× Platin                                                              | 120.000  |
| Uruguay (CUD)             | Platin                                                                 | 3.000    |
| Vereinigte Staaten (RIAA) | Diamant                                                                | 600.000  |
| Insgesamt                 | 2× Gold · 5× Platin · 1× Diamant ·                                     | 829.000  |

### Mi mala
| Land/Region               | Auszeichnungen für Musikverkäufe (Land/Region, Auszeichnung, Verkäufe) | Verkäufe |
| ------------------------- | ---------------------------------------------------------------------- | -------- |
| Mexiko (AMPROFON)         | 5× Gold                                                                | 150.000  |
| Vereinigte Staaten (RIAA) | 3× Platin                                                              | 180.000  |
| Insgesamt                 | 1× Gold · 5× Platin ·                                                  | 330.000  |

### Mi mala (Remix)
| Land/Region          | Auszeichnungen für Musikverkäufe (Land/Region, Auszeichnung, Verkäufe) | Verkäufe |
| -------------------- | ---------------------------------------------------------------------- | -------- |
| Spanien (Promusicae) | Gold                                                                   | 30.000   |
| Insgesamt            | 1× Gold ·                                                              | 30.000   |

### Pineapple
| Land/Region               | Auszeichnungen für Musikverkäufe (Land/Region, Auszeichnung, Verkäufe) | Verkäufe |
| ------------------------- | ---------------------------------------------------------------------- | -------- |
| Mexiko (AMPROFON)         | 3× Gold                                                                | 90.000   |
| Spanien (Promusicae)      | Platin                                                                 | 60.000   |
| Uruguay (CUD)             | Platin                                                                 | 3.000    |
| Vereinigte Staaten (RIAA) | 3× Platin                                                              | 180.000  |
| Zentralamerika (CFC)      | Platin                                                                 | 70.000   |
| Insgesamt                 | 1× Gold · 7× Platin ·                                                  | 403.000  |

### Tu pum pum
| Land/Region               | Auszeichnungen für Musikverkäufe (Land/Region, Auszeichnung, Verkäufe) | Verkäufe |
| ------------------------- | ---------------------------------------------------------------------- | -------- |
| Vereinigte Staaten (RIAA) | Gold                                                                   | 30.000   |
| Insgesamt                 | 1× Gold ·                                                              | 30.000   |

### Mi cama
| Land/Region          | Auszeichnungen für Musikverkäufe (Land/Region, Auszeichnung, Verkäufe) | Verkäufe |
| -------------------- | ---------------------------------------------------------------------- | -------- |
| Brasilien (PMB)      | 2× Platin                                                              | 80.000   |
| Ecuador (SOPROFON)   | Platin                                                                 | 6.000    |
| Kolumbien (ASINCOL)  | Platin                                                                 | 20.000   |
| Mexiko (AMPROFON)    | Diamant · + Platin                                                     | 360.000  |
| Peru (UNIMPRO)       | Platin                                                                 | 6.000    |
| Spanien (Promusicae) | 3× Platin                                                              | 180.000  |
| Uruguay (CUD)        | 5× Platin                                                              | 18.000   |
| Insgesamt            | 14× Platin · 1× Diamant ·                                              | 670.000  |

### Dicen
| Land/Region          | Auszeichnungen für Musikverkäufe (Land/Region, Auszeichnung, Verkäufe) | Verkäufe |
| -------------------- | ---------------------------------------------------------------------- | -------- |
| Spanien (Promusicae) | Platin                                                                 | 60.000   |
| Insgesamt            | 1× Platin ·                                                            | 60.000   |

### Mi cama (Remix)
| Land/Region               | Auszeichnungen für Musikverkäufe (Land/Region, Auszeichnung, Verkäufe) | Verkäufe |
| ------------------------- | ---------------------------------------------------------------------- | -------- |
| Kanada (MC)               | Gold                                                                   | 40.000   |
| Vereinigte Staaten (RIAA) | Diamant                                                                | 600.000  |
| Insgesamt                 | 1× Gold · 1× Diamant ·                                                 | 640.000  |

### Dame tu cosita (Remix)
| Land/Region               | Auszeichnungen für Musikverkäufe (Land/Region, Auszeichnung, Verkäufe) | Verkäufe |
| ------------------------- | ---------------------------------------------------------------------- | -------- |
| Vereinigte Staaten (RIAA) | 7× Platin                                                              | 420.000  |
| Insgesamt                 | 7× Platin ·                                                            | 420.000  |

### Culpables
| Land/Region               | Auszeichnungen für Musikverkäufe (Land/Region, Auszeichnung, Verkäufe) | Verkäufe |
| ------------------------- | ---------------------------------------------------------------------- | -------- |
| Chile (IFPI)              | Gold                                                                   | 60.000   |
| Mexiko (AMPROFON)         | 2× Platin                                                              | 120.000  |
| Peru (UNIMPRO)            | Platin                                                                 | 6.000    |
| Spanien (Promusicae)      | 2× Platin                                                              | 120.000  |
| Uruguay (CUD)             | 2× Platin                                                              | 6.000    |
| Vereinigte Staaten (RIAA) | Diamant                                                                | 600.000  |
| Insgesamt                 | 1× Gold · 7× Platin · 1× Diamant ·                                     | 912.000  |

### Créeme
| Land/Region               | Auszeichnungen für Musikverkäufe (Land/Region, Auszeichnung, Verkäufe) | Verkäufe |
| ------------------------- | ---------------------------------------------------------------------- | -------- |
| Brasilien (PMB)           | Platin                                                                 | 40.000   |
| Ecuador (SOPROFON)        | Platin                                                                 | 6.000    |
| Kanada (MC)               | Gold                                                                   | 40.000   |
| Kolumbien (ASINCOL)       | Platin                                                                 | 20.000   |
| Mexiko (AMPROFON)         | 2× Platin                                                              | 120.000  |
| Peru (UNIMPRO)            | Gold                                                                   | 3.000    |
| Spanien (Promusicae)      | 2× Platin                                                              | 120.000  |
| Uruguay (CUD)             | Diamant                                                                | 30.000   |
| Vereinigte Staaten (RIAA) | 3× Platin                                                              | 180.000  |
| Insgesamt                 | 2× Gold · 10× Platin · 1× Diamant ·                                    | 559.000  |

### Secreto
| Land/Region               | Auszeichnungen für Musikverkäufe (Land/Region, Auszeichnung, Verkäufe) | Verkäufe  |
| ------------------------- | ---------------------------------------------------------------------- | --------- |
| Brasilien (PMB)           | Platin                                                                 | 40.000    |
| Chile (IFPI)              | Platin                                                                 | 120.000   |
| Ecuador (SOPROFON)        | 7× Platin                                                              | 42.000    |
| Italien (FIMI)            | Platin                                                                 | 50.000    |
| Kolumbien (ASINCOL)       | Diamant                                                                | 100.000   |
| Mexiko (AMPROFON)         | 2× Platin                                                              | 120.000   |
| Peru (UNIMPRO)            | 3× Platin                                                              | 18.000    |
| Portugal (AFP)            | Gold                                                                   | 5.000     |
| Spanien (Promusicae)      | 4× Platin                                                              | 240.000   |
| Venezuela (APFV)          | 3× Platin                                                              | 30.000    |
| Vereinigte Staaten (RIAA) | Diamant                                                                | 600.000   |
| Insgesamt                 | 1× Gold · 22× Platin · 2× Diamant ·                                    | 1.365.000 |

### Peligrosa
| Land/Region       | Auszeichnungen für Musikverkäufe (Land/Region, Auszeichnung, Verkäufe) | Verkäufe |
| ----------------- | ---------------------------------------------------------------------- | -------- |
| Frankreich (SNEP) | Gold                                                                   | 100.000  |
| Insgesamt         | 1× Gold ·                                                              | 100.000  |

### Hijoepu*#
| Land/Region               | Auszeichnungen für Musikverkäufe (Land/Region, Auszeichnung, Verkäufe) | Verkäufe |
| ------------------------- | ---------------------------------------------------------------------- | -------- |
| Vereinigte Staaten (RIAA) | Gold                                                                   | 30.000   |
| Insgesamt                 | 1× Gold ·                                                              | 30.000   |

### Punto G
| Land/Region          | Auszeichnungen für Musikverkäufe (Land/Region, Auszeichnung, Verkäufe) | Verkäufe |
| -------------------- | ---------------------------------------------------------------------- | -------- |
| Mexiko (AMPROFON)    | Platin                                                                 | 60.000   |
| Spanien (Promusicae) | Platin                                                                 | 60.000   |
| Uruguay (CUD)        | Platin                                                                 | 3.000    |
| Insgesamt            | 3× Platin ·                                                            | 123.000  |

### Ocean
| Land/Region          | Auszeichnungen für Musikverkäufe (Land/Region, Auszeichnung, Verkäufe) | Verkäufe |
| -------------------- | ---------------------------------------------------------------------- | -------- |
| Brasilien (PMB)      | Gold                                                                   | 20.000   |
| Spanien (Promusicae) | 2× Platin                                                              | 120.000  |
| Uruguay (CUD)        | Gold                                                                   | 1.500    |
| Insgesamt            | 2× Gold · 2× Platin ·                                                  | 141.500  |

### Dices que te vas
| Land/Region   | Auszeichnungen für Musikverkäufe (Land/Region, Auszeichnung, Verkäufe) | Verkäufe |
| ------------- | ---------------------------------------------------------------------- | -------- |
| Uruguay (CUD) | Gold                                                                   | 1.500    |
| Insgesamt     | 1× Gold ·                                                              | 1.500    |

### Tú no amas
| Land/Region               | Auszeichnungen für Musikverkäufe (Land/Region, Auszeichnung, Verkäufe) | Verkäufe |
| ------------------------- | ---------------------------------------------------------------------- | -------- |
| Spanien (Promusicae)      | Gold                                                                   | 30.000   |
| Vereinigte Staaten (RIAA) | 8× Platin                                                              | 480.000  |
| Insgesamt                 | 1× Gold · 8× Platin ·                                                  | 510.000  |

### Desame suerte
| Land/Region               | Auszeichnungen für Musikverkäufe (Land/Region, Auszeichnung, Verkäufe) | Verkäufe |
| ------------------------- | ---------------------------------------------------------------------- | -------- |
| Vereinigte Staaten (RIAA) | Gold                                                                   | 30.000   |
| Insgesamt                 | 1× Gold ·                                                              | 30.000   |

### China
| Land/Region               | Auszeichnungen für Musikverkäufe (Land/Region, Auszeichnung, Verkäufe) | Verkäufe  |
| ------------------------- | ---------------------------------------------------------------------- | --------- |
| Frankreich (SNEP)         | Gold                                                                   | 100.000   |
| Italien (FIMI)            | 2× Platin                                                              | 140.000   |
| Mexiko (AMPROFON)         | Diamant · + 5× Gold                                                    | 450.000   |
| Portugal (AFP)            | Platin                                                                 | 10.000    |
| Spanien (Promusicae)      | 8× Platin                                                              | 480.000   |
| Vereinigte Staaten (RIAA) | Gold                                                                   | 30.000    |
| Insgesamt                 | 3× Gold · 13× Platin · 1× Diamant ·                                    | 1.210.000 |

### My Family
| Land/Region               | Auszeichnungen für Musikverkäufe (Land/Region, Auszeichnung, Verkäufe) | Verkäufe |
| ------------------------- | ---------------------------------------------------------------------- | -------- |
| Vereinigte Staaten (RIAA) | Gold                                                                   | 500.000  |
| Insgesamt                 | 1× Gold ·                                                              | 500.000  |

### Ocean (Remix)
| Land/Region       | Auszeichnungen für Musikverkäufe (Land/Region, Auszeichnung, Verkäufe) | Verkäufe |
| ----------------- | ---------------------------------------------------------------------- | -------- |
| Mexiko (AMPROFON) | 2× Diamant · + 9× Gold                                                 | 870.000  |
| Insgesamt         | 1× Gold · 4× Platin · 2× Diamant ·                                     | 870.000  |

### Tusa
| Land/Region                  | Auszeichnungen für Musikverkäufe (Land/Region, Auszeichnung, Verkäufe) | Verkäufe   |
| ---------------------------- | ---------------------------------------------------------------------- | ---------- |
| Argentinien (CAPIF)          | 4× Platin                                                              | 80.000     |
| Belgien (BRMA)               | Gold                                                                   | 20.000     |
| Brasilien (PMB)              | 3× Diamant                                                             | 480.000    |
| Chile (IFPI)                 | 4× Platin                                                              | 800.000    |
| Deutschland (BVMI)           | Gold                                                                   | 200.000    |
| Ecuador (SOPROFON)           | 3× Platin                                                              | 18.000     |
| Frankreich (SNEP)            | Diamant                                                                | 333.333    |
| Italien (FIMI)               | 2× Platin                                                              | 140.000    |
| Kanada (MC)                  | Platin                                                                 | 80.000     |
| Kolumbien (ASINCOL)          | 12× Diamant                                                            | 2.400.000  |
| Mexiko (AMPROFON)            | 21× Diamant · + 7× Gold                                                | 6.510.000  |
| Neuseeland (RMNZ)            | Gold                                                                   | 15.000     |
| Peru (UNIMPRO)               | 2× Platin                                                              | 12.000     |
| Polen (ZPAV)                 | Platin                                                                 | 20.000     |
| Portugal (AFP)               | 4× Platin                                                              | 40.000     |
| Spanien (Promusicae)         | 9× Platin                                                              | 360.000    |
| Uruguay (CUD)                | 3× Platin                                                              | 9.000      |
| Vereinigte Staaten (RIAA)    | 41× Platin                                                             | 2.460.000  |
| Vereinigtes Königreich (BPI) | Silber                                                                 | 200.000    |
| Zentralamerika (CFC)         | Diamant                                                                | 350.000    |
| Insgesamt                    | 1× Silber · 4× Gold · 37× Platin · 42× Diamant ·                       | 14.527.333 |

### Follow
| Land/Region          | Auszeichnungen für Musikverkäufe (Land/Region, Auszeichnung, Verkäufe) | Verkäufe |
| -------------------- | ---------------------------------------------------------------------- | -------- |
| Spanien (Promusicae) | Platin                                                                 | 60.000   |
| Insgesamt            | 1× Platin ·                                                            | 60.000   |

### X
| Land/Region     | Auszeichnungen für Musikverkäufe (Land/Region, Auszeichnung, Verkäufe) | Verkäufe |
| --------------- | ---------------------------------------------------------------------- | -------- |
| Brasilien (PMB) | Gold                                                                   | 20.000   |
| Kanada (MC)     | Gold                                                                   | 40.000   |
| Polen (ZPAV)    | Gold                                                                   | 10.000   |
| Insgesamt       | 3× Gold ·                                                              | 70.000   |

### Ay, Dios Mío!
| Land/Region               | Auszeichnungen für Musikverkäufe (Land/Region, Auszeichnung, Verkäufe) | Verkäufe  |
| ------------------------- | ---------------------------------------------------------------------- | --------- |
| Argentinien (CAPIF)       | 2× Platin                                                              | 40.000    |
| Brasilien (PMB)           | Platin                                                                 | 40.000    |
| Chile (IFPI)              | 2× Diamant                                                             | 800.000   |
| Kolumbien (ASINCOL)       | 6× Diamant                                                             | 1.200.000 |
| Mexiko (AMPROFON)         | 9× Diamant · + 3× Gold                                                 | 2.790.000 |
| Spanien (Promusicae)      | 3× Platin                                                              | 180.000   |
| Vereinigte Staaten (RIAA) | 15× Platin                                                             | 900.000   |
| Zentralamerika (CFC)      | 3× Platin                                                              | 210.000   |
| Insgesamt                 | 11× Platin · 15× Diamant ·                                             | 6.160.000 |

### Caramelo (Remix)
| Land/Region          | Auszeichnungen für Musikverkäufe (Land/Region, Auszeichnung, Verkäufe) | Verkäufe |
| -------------------- | ---------------------------------------------------------------------- | -------- |
| Mexiko (AMPROFON)    | 3× Platin                                                              | 180.000  |
| Spanien (Promusicae) | 2× Platin                                                              | 120.000  |
| Zentralamerika (CFC) | 2× Platin                                                              | 240.000  |
| Insgesamt            | 7× Platin ·                                                            | 440.000  |

### Bichota
| Land/Region               | Auszeichnungen für Musikverkäufe (Land/Region, Auszeichnung, Verkäufe) | Verkäufe   |
| ------------------------- | ---------------------------------------------------------------------- | ---------- |
| Argentinien (CAPIF)       | 3× Platin                                                              | 60.000     |
| Brasilien (PMB)           | 2× Platin                                                              | 80.000     |
| Chile (IFPI)              | 3× Diamant                                                             | 1.200.000  |
| Ecuador (SOPROFON)        | Gold                                                                   | 3.000      |
| Kanada (MC)               | Gold                                                                   | 40.000     |
| Kolumbien (ASINCOL)       | 6× Diamant                                                             | 1.200.000  |
| Mexiko (AMPROFON)         | 21× Diamant · + 3× Platin                                              | 6.480.000  |
| Peru (UNIMPRO)            | Platin                                                                 | 6.000      |
| Portugal (AFP)            | Gold                                                                   | 5.000      |
| Spanien (Promusicae)      | 4× Platin                                                              | 240.000    |
| Uruguay (CUD)             | 3× Platin                                                              | 9.000      |
| Vereinigte Staaten (RIAA) | 2× Diamant                                                             | 1.200.000  |
| Zentralamerika (CFC)      | Diamant                                                                | 350.000    |
| Insgesamt                 | 3× Gold · 16× Platin · 33× Diamant ·                                   | 10.873.000 |

### Miedito o Qué?
| Land/Region               | Auszeichnungen für Musikverkäufe (Land/Region, Auszeichnung, Verkäufe) | Verkäufe |
| ------------------------- | ---------------------------------------------------------------------- | -------- |
| Spanien (Promusicae)      | Gold                                                                   | 30.000   |
| Vereinigte Staaten (RIAA) | Platin                                                                 | 60.000   |
| Insgesamt                 | 1× Gold · 1× Platin ·                                                  | 90.000   |

### Location
| Land/Region               | Auszeichnungen für Musikverkäufe (Land/Region, Auszeichnung, Verkäufe) | Verkäufe  |
| ------------------------- | ---------------------------------------------------------------------- | --------- |
| Argentinien (CAPIF)       | Gold                                                                   | 10.000    |
| Chile (IFPI)              | Platin                                                                 | 200.000   |
| Mexiko (AMPROFON)         | Diamant · + 3× Gold                                                    | 910.000   |
| Spanien (Promusicae)      | Platin                                                                 | 40.000    |
| Vereinigte Staaten (RIAA) | 6× Platin                                                              | 360.000   |
| Zentralamerika (CFC)      | Platin                                                                 | 70.000    |
| Insgesamt                 | 2× Gold · 10× Platin · 1× Diamant ·                                    | 1.590.000 |

### El Makinon
| Land/Region               | Auszeichnungen für Musikverkäufe (Land/Region, Auszeichnung, Verkäufe) | Verkäufe  |
| ------------------------- | ---------------------------------------------------------------------- | --------- |
| Argentinien (CAPIF)       | Platin                                                                 | 20.000    |
| Brasilien (PMB)           | Platin                                                                 | 40.000    |
| Chile (IFPI)              | Platin                                                                 | 200.000   |
| Mexiko (AMPROFON)         | 2× Diamant · + 4× Platin                                               | 1.960.000 |
| Spanien (Promusicae)      | 3× Platin                                                              | 180.000   |
| Vereinigte Staaten (RIAA) | 11× Platin                                                             | 660.000   |
| Zentralamerika (CFC)      | 3× Platin                                                              | 210.000   |
| Insgesamt                 | 14× Platin · 3× Diamant ·                                              | 3.270.000 |

### Poblado (Remix)
| Land/Region          | Auszeichnungen für Musikverkäufe (Land/Region, Auszeichnung, Verkäufe) | Verkäufe |
| -------------------- | ---------------------------------------------------------------------- | -------- |
| Chile (IFPI)         | Gold                                                                   | 90.000   |
| Mexiko (AMPROFON)    | 7× Gold                                                                | 350.000  |
| Spanien (Promusicae) | Platin                                                                 | 40.000   |
| Insgesamt            | 2× Gold · 4× Platin ·                                                  | 620.000  |

### 200 Copas
| Land/Region               | Auszeichnungen für Musikverkäufe (Land/Region, Auszeichnung, Verkäufe) | Verkäufe |
| ------------------------- | ---------------------------------------------------------------------- | -------- |
| Mexiko (AMPROFON)         | 5× Gold                                                                | 350.000  |
| Spanien (Promusicae)      | Platin                                                                 | 60.000   |
| Vereinigte Staaten (RIAA) | 3× Platin                                                              | 180.000  |
| Zentralamerika (CFC)      | Platin                                                                 | 70.000   |
| Insgesamt                 | 1× Gold · 7× Platin ·                                                  | 660.000  |

### Don’t Be Shy
| Land/Region               | Auszeichnungen für Musikverkäufe (Land/Region, Auszeichnung, Verkäufe) | Verkäufe  |
| ------------------------- | ---------------------------------------------------------------------- | --------- |
| Australien (ARIA)         | Gold                                                                   | 35.000    |
| Brasilien (PMB)           | 2× Platin                                                              | 80.000    |
| Frankreich (SNEP)         | Gold                                                                   | 100.000   |
| Italien (FIMI)            | Platin                                                                 | 100.000   |
| Kanada (MC)               | Platin                                                                 | 80.000    |
| Polen (ZPAV)              | 2× Platin                                                              | 100.000   |
| Portugal (AFP)            | Gold                                                                   | 5.000     |
| Spanien (Promusicae)      | 3× Platin                                                              | 180.000   |
| Vereinigte Staaten (RIAA) | Gold                                                                   | 500.000   |
| Insgesamt                 | 4× Gold · 9× Platin ·                                                  | 1.180.000 |

### Sejodioto
| Land/Region          | Auszeichnungen für Musikverkäufe (Land/Region, Auszeichnung, Verkäufe) | Verkäufe |
| -------------------- | ---------------------------------------------------------------------- | -------- |
| Argentinien (CAPIF)  | Gold                                                                   | 10.000   |
| Spanien (Promusicae) | Platin                                                                 | 60.000   |
| Zentralamerika (CFC) | Platin                                                                 | 70.000   |
| Insgesamt            | 1× Gold · 2× Platin ·                                                  | 140.000  |

### No te deseo el mal
| Land/Region          | Auszeichnungen für Musikverkäufe (Land/Region, Auszeichnung, Verkäufe) | Verkäufe |
| -------------------- | ---------------------------------------------------------------------- | -------- |
| Mexiko (AMPROFON)    | Gold                                                                   | 70.000   |
| Spanien (Promusicae) | Platin                                                                 | 60.000   |
| Insgesamt            | 1× Gold · 1× Platin ·                                                  | 130.000  |

### Friki
| Land/Region               | Auszeichnungen für Musikverkäufe (Land/Region, Auszeichnung, Verkäufe) | Verkäufe |
| ------------------------- | ---------------------------------------------------------------------- | -------- |
| Mexiko (AMPROFON)         | Platin                                                                 | 140.000  |
| Spanien (Promusicae)      | Platin                                                                 | 60.000   |
| Vereinigte Staaten (RIAA) | 3× Platin                                                              | 180.000  |
| Zentralamerika (CFC)      | Gold                                                                   | 35.000   |
| Insgesamt                 | 1× Gold · 5× Platin ·                                                  | 415.000  |

### Mamiii
| Land/Region               | Auszeichnungen für Musikverkäufe (Land/Region, Auszeichnung, Verkäufe) | Verkäufe  |
| ------------------------- | ---------------------------------------------------------------------- | --------- |
| Brasilien (PMB)           | Platin                                                                 | 40.000    |
| Frankreich (SNEP)         | Gold                                                                   | 100.000   |
| Italien (FIMI)            | Gold                                                                   | 50.000    |
| Mexiko (AMPROFON)         | Diamant · + 2× Platin                                                  | 980.000   |
| Portugal (AFP)            | Gold                                                                   | 5.000     |
| Schweiz (IFPI)            | Gold                                                                   | 10.000    |
| Spanien (Promusicae)      | 7× Platin                                                              | 420.000   |
| Vereinigte Staaten (RIAA) | 23× Platin                                                             | 1.380.000 |
| Zentralamerika (CFC)      | Platin                                                                 | 70.000    |
| Insgesamt                 | 4× Gold · 14× Platin · 3× Diamant ·                                    | 3.055.000 |

### Provenza
| Land/Region               | Auszeichnungen für Musikverkäufe (Land/Region, Auszeichnung, Verkäufe) | Verkäufe  |
| ------------------------- | ---------------------------------------------------------------------- | --------- |
| Argentinien (CAPIF)       | Platin                                                                 | 20.000    |
| Brasilien (PMB)           | 2× Platin                                                              | 80.000    |
| Chile (IFPI)              | Gold                                                                   | 90.000    |
| Frankreich (SNEP)         | Gold                                                                   | 100.000   |
| Italien (FIMI)            | Gold                                                                   | 50.000    |
| Kanada (MC)               | Platin                                                                 | 80.000    |
| Kolumbien (ASINCOL)       | Gold                                                                   | 10.000    |
| Peru (UNIMPRO)            | Platin                                                                 | 6.000     |
| Portugal (AFP)            | Platin                                                                 | 10.000    |
| Spanien (Promusicae)      | 9× Platin                                                              | 540.000   |
| Vereinigte Staaten (RIAA) | 61× Platin                                                             | 3.660.000 |
| Zentralamerika (CFC)      | Platin                                                                 | 70.000    |
| Insgesamt                 | 4× Gold · 17× Platin · 6× Diamant ·                                    | 4.716.000 |

### Gatúbela
| Land/Region               | Auszeichnungen für Musikverkäufe (Land/Region, Auszeichnung, Verkäufe) | Verkäufe |
| ------------------------- | ---------------------------------------------------------------------- | -------- |
| Brasilien (PMB)           | Gold                                                                   | 20.000   |
| Kanada (MC)               | Gold                                                                   | 40.000   |
| Spanien (Promusicae)      | 2× Platin                                                              | 120.000  |
| Vereinigte Staaten (RIAA) | 13× Platin                                                             | 780.000  |
| Insgesamt                 | 2× Gold · 5× Platin · 1× Diamant ·                                     | 960.000  |

### Cairo
| Land/Region               | Auszeichnungen für Musikverkäufe (Land/Region, Auszeichnung, Verkäufe) | Verkäufe |
| ------------------------- | ---------------------------------------------------------------------- | -------- |
| Spanien (Promusicae)      | 4× Platin                                                              | 240.000  |
| Vereinigte Staaten (RIAA) | 4× Platin                                                              | 240.000  |
| Insgesamt                 | 8× Platin ·                                                            | 480.000  |

### X si volvemos
| Land/Region               | Auszeichnungen für Musikverkäufe (Land/Region, Auszeichnung, Verkäufe) | Verkäufe |
| ------------------------- | ---------------------------------------------------------------------- | -------- |
| Brasilien (PMB)           | Gold                                                                   | 20.000   |
| Kanada (MC)               | Gold                                                                   | 40.000   |
| Spanien (Promusicae)      | 3× Platin                                                              | 180.000  |
| Vereinigte Staaten (RIAA) | Gold                                                                   | 30.000   |
| Insgesamt                 | 3× Gold · 3× Platin ·                                                  | 270.000  |

### TQG
| Land/Region          | Auszeichnungen für Musikverkäufe (Land/Region, Auszeichnung, Verkäufe) | Verkäufe  |
| -------------------- | ---------------------------------------------------------------------- | --------- |
| Brasilien (PMB)      | Diamant                                                                | 160.000   |
| Frankreich (SNEP)    | Diamant                                                                | 333.333   |
| Italien (FIMI)       | Platin                                                                 | 100.000   |
| Kanada (MC)          | Platin                                                                 | 80.000    |
| Polen (ZPAV)         | Gold                                                                   | 25.000    |
| Portugal (AFP)       | Platin                                                                 | 10.000    |
| Schweiz (IFPI)       | Gold                                                                   | 10.000    |
| Spanien (Promusicae) | 9× Platin                                                              | 540.000   |
| Insgesamt            | 2× Gold · 12× Platin · 2× Diamant ·                                    | 1.258.333 |

### Amargura
| Land/Region          | Auszeichnungen für Musikverkäufe (Land/Region, Auszeichnung, Verkäufe) | Verkäufe |
| -------------------- | ---------------------------------------------------------------------- | -------- |
| Brasilien (PMB)      | Platin                                                                 | 40.000   |
| Spanien (Promusicae) | 5× Platin                                                              | 300.000  |
| Insgesamt            | 6× Platin ·                                                            | 340.000  |

### Watati
| Land/Region          | Auszeichnungen für Musikverkäufe (Land/Region, Auszeichnung, Verkäufe) | Verkäufe |
| -------------------- | ---------------------------------------------------------------------- | -------- |
| Spanien (Promusicae) | Gold                                                                   | 30.000   |
| Insgesamt            | 1× Gold ·                                                              | 30.000   |

### S91
| Land/Region               | Auszeichnungen für Musikverkäufe (Land/Region, Auszeichnung, Verkäufe) | Verkäufe |
| ------------------------- | ---------------------------------------------------------------------- | -------- |
| Brasilien (PMB)           | Gold                                                                   | 20.000   |
| Spanien (Promusicae)      | 2× Platin                                                              | 120.000  |
| Vereinigte Staaten (RIAA) | 6× Platin                                                              | 360.000  |
| Insgesamt                 | 1× Gold · 8× Platin ·                                                  | 500.000  |

### Que chimba de vida
| Land/Region          | Auszeichnungen für Musikverkäufe (Land/Region, Auszeichnung, Verkäufe) | Verkäufe |
| -------------------- | ---------------------------------------------------------------------- | -------- |
| Spanien (Promusicae) | Gold                                                                   | 30.000   |
| Insgesamt            | 1× Gold ·                                                              | 30.000   |

### Tá OK (Remix)
| Land/Region          | Auszeichnungen für Musikverkäufe (Land/Region, Auszeichnung, Verkäufe) | Verkäufe |
| -------------------- | ---------------------------------------------------------------------- | -------- |
| Spanien (Promusicae) | Platin                                                                 | 60.000   |
| Insgesamt            | 1× Platin ·                                                            | 60.000   |

### Labios Mordidos
| Land/Region          | Auszeichnungen für Musikverkäufe (Land/Region, Auszeichnung, Verkäufe) | Verkäufe |
| -------------------- | ---------------------------------------------------------------------- | -------- |
| Brasilien (PMB)      | Gold                                                                   | 20.000   |
| Zentralamerika (CFC) | Gold                                                                   | 35.000   |
| Insgesamt            | 2× Gold ·                                                              | 55.000   |

### Contigo
| Land/Region          | Auszeichnungen für Musikverkäufe (Land/Region, Auszeichnung, Verkäufe) | Verkäufe |
| -------------------- | ---------------------------------------------------------------------- | -------- |
| Spanien (Promusicae) | 2× Platin                                                              | 120.000  |
| Insgesamt            | 2× Platin ·                                                            | 120.000  |

### Si antes te hubiera conocido
| Land/Region               | Auszeichnungen für Musikverkäufe (Land/Region, Auszeichnung, Verkäufe) | Verkäufe  |
| ------------------------- | ---------------------------------------------------------------------- | --------- |
| Argentinien (CAPIF)       | Platin                                                                 | 20.000    |
| Belgien (BRMA)            | Platin                                                                 | 40.000    |
| Brasilien (PMB)           | 2× Platin                                                              | 80.000    |
| Chile (IFPI)              | Diamant                                                                | 400.000   |
| Frankreich (SNEP)         | Diamant                                                                | 333.333   |
| Italien (FIMI)            | 2× Platin                                                              | 200.000   |
| Kanada (MC)               | Platin                                                                 | 80.000    |
| Kolumbien (ASINCOL)       | 95× Platin                                                             | 1.900.000 |
| Mexiko (AMPROFON)         | 4× Platin                                                              | 560.000   |
| Polen (ZPAV)              | Gold                                                                   | 25.000    |
| Portugal (AFP)            | 6× Platin                                                              | 60.000    |
| Spanien (Promusicae)      | 10× Platin                                                             | 600.000   |
| Vereinigte Staaten (RIAA) | 23× Platin                                                             | 1.380.000 |
| Zentralamerika (CFC)      | Diamant                                                                | 350.000   |
| Insgesamt                 | 1× Gold · 35× Platin · 14× Diamant ·                                   | 6.028.333 |

### +57
| Land/Region          | Auszeichnungen für Musikverkäufe (Land/Region, Auszeichnung, Verkäufe) | Verkäufe |
| -------------------- | ---------------------------------------------------------------------- | -------- |
| Spanien (Promusicae) | Gold                                                                   | 30.000   |
| Insgesamt            | 1× Gold ·                                                              | 30.000   |

### Milagros
| Land/Region          | Auszeichnungen für Musikverkäufe (Land/Region, Auszeichnung, Verkäufe) | Verkäufe |
| -------------------- | ---------------------------------------------------------------------- | -------- |
| Spanien (Promusicae) | Gold                                                                   | 50.000   |
| Insgesamt            | 1× Gold ·                                                              | 50.000   |

### Latina Foreva
| Land/Region          | Auszeichnungen für Musikverkäufe (Land/Region, Auszeichnung, Verkäufe) | Verkäufe |
| -------------------- | ---------------------------------------------------------------------- | -------- |
| Spanien (Promusicae) | Gold                                                                   | 50.000   |
| Insgesamt            | 1× Gold ·                                                              | 50.000   |

## Auszeichnungen nach Liedern

### La vida continuó
| Land/Region     | Auszeichnungen für Musikverkäufe (Land/Region, Auszeichnung, Verkäufe) | Verkäufe |
| --------------- | ---------------------------------------------------------------------- | -------- |
| Brasilien (PMB) | Platin                                                                 | 40.000   |
| Insgesamt       | 1× Platin ·                                                            | 40.000   |

### Beautiful Boy
| Land/Region               | Auszeichnungen für Musikverkäufe (Land/Region, Auszeichnung, Verkäufe) | Verkäufe |
| ------------------------- | ---------------------------------------------------------------------- | -------- |
| Vereinigte Staaten (RIAA) | Gold                                                                   | 30.000   |
| Insgesamt                 | 1× Gold ·                                                              | 30.000   |

### El Barco
| Land/Region               | Auszeichnungen für Musikverkäufe (Land/Region, Auszeichnung, Verkäufe) | Verkäufe |
| ------------------------- | ---------------------------------------------------------------------- | -------- |
| Mexiko (AMPROFON)         | 3× Gold                                                                | 210.000  |
| Spanien (Promusicae)      | 2× Platin                                                              | 120.000  |
| Vereinigte Staaten (RIAA) | 5× Platin                                                              | 300.000  |
| Insgesamt                 | 1× Gold · 8× Platin ·                                                  | 630.000  |

### Contigo voy a muerte
| Land/Region               | Auszeichnungen für Musikverkäufe (Land/Region, Auszeichnung, Verkäufe) | Verkäufe |
| ------------------------- | ---------------------------------------------------------------------- | -------- |
| Mexiko (AMPROFON)         | Gold                                                                   | 70.000   |
| Spanien (Promusicae)      | Platin                                                                 | 60.000   |
| Vereinigte Staaten (RIAA) | Platin                                                                 | 60.000   |
| Insgesamt                 | 1× Gold · 2× Platin ·                                                  | 190.000  |

### Dejalos Que Miren
| Land/Region               | Auszeichnungen für Musikverkäufe (Land/Region, Auszeichnung, Verkäufe) | Verkäufe |
| ------------------------- | ---------------------------------------------------------------------- | -------- |
| Vereinigte Staaten (RIAA) | Gold                                                                   | 30.000   |
| Insgesamt                 | 1× Gold ·                                                              | 30.000   |

### DVD
| Land/Region               | Auszeichnungen für Musikverkäufe (Land/Region, Auszeichnung, Verkäufe) | Verkäufe |
| ------------------------- | ---------------------------------------------------------------------- | -------- |
| Vereinigte Staaten (RIAA) | Gold                                                                   | 30.000   |
| Insgesamt                 | 1× Gold ·                                                              | 30.000   |

### Enjoy Yourself
| Land/Region                  | Auszeichnungen für Musikverkäufe (Land/Region, Auszeichnung, Verkäufe) | Verkäufe |
| ---------------------------- | ---------------------------------------------------------------------- | -------- |
| Australien (ARIA)            | Gold                                                                   | 35.000   |
| Neuseeland (RMNZ)            | Gold                                                                   | 15.000   |
| Portugal (AFP)               | Gold                                                                   | 5.000    |
| Vereinigtes Königreich (BPI) | Silber                                                                 | 200.000  |
| Insgesamt                    | 1× Silber · 3× Gold ·                                                  | 255.000  |

### Gato malo
| Land/Region               | Auszeichnungen für Musikverkäufe (Land/Region, Auszeichnung, Verkäufe) | Verkäufe |
| ------------------------- | ---------------------------------------------------------------------- | -------- |
| Spanien (Promusicae)      | Gold                                                                   | 30.000   |
| Vereinigte Staaten (RIAA) | Gold                                                                   | 30.000   |
| Insgesamt                 | 2× Gold ·                                                              | 60.000   |

### Leyendas
| Land/Region               | Auszeichnungen für Musikverkäufe (Land/Region, Auszeichnung, Verkäufe) | Verkäufe |
| ------------------------- | ---------------------------------------------------------------------- | -------- |
| Chile (IFPI)              | Gold                                                                   | 90.000   |
| Mexiko (AMPROFON)         | Gold                                                                   | 70.000   |
| Vereinigte Staaten (RIAA) | Gold                                                                   | 30.000   |
| Zentralamerika (CFC)      | Gold                                                                   | 35.000   |
| Insgesamt                 | 4× Gold ·                                                              | 225.000  |

### Odisea
| Land/Region               | Auszeichnungen für Musikverkäufe (Land/Region, Auszeichnung, Verkäufe) | Verkäufe |
| ------------------------- | ---------------------------------------------------------------------- | -------- |
| Vereinigte Staaten (RIAA) | Gold                                                                   | 30.000   |
| Insgesamt                 | 1× Gold ·                                                              | 30.000   |

### Sola es major
| Land/Region               | Auszeichnungen für Musikverkäufe (Land/Region, Auszeichnung, Verkäufe) | Verkäufe |
| ------------------------- | ---------------------------------------------------------------------- | -------- |
| Vereinigte Staaten (RIAA) | Gold                                                                   | 30.000   |
| Insgesamt                 | 1× Gold ·                                                              | 30.000   |

### Pero tú
| Land/Region               | Auszeichnungen für Musikverkäufe (Land/Region, Auszeichnung, Verkäufe) | Verkäufe  |
| ------------------------- | ---------------------------------------------------------------------- | --------- |
| Spanien (Promusicae)      | 2× Platin                                                              | 120.000   |
| Vereinigte Staaten (RIAA) | Gold                                                                   | (500.000) |
| Vereinigte Staaten (RIAA) | 9× Platin (Latin)                                                      | 540.000   |
| Insgesamt                 | 1× Gold · 11× Platin ·                                                 | 660.000   |

### Kármika
| Land/Region          | Auszeichnungen für Musikverkäufe (Land/Region, Auszeichnung, Verkäufe) | Verkäufe |
| -------------------- | ---------------------------------------------------------------------- | -------- |
| Spanien (Promusicae) | Platin                                                                 | 60.000   |
| Insgesamt            | 1× Platin ·                                                            | 60.000   |

### Mientras me curo del cora
| Land/Region          | Auszeichnungen für Musikverkäufe (Land/Region, Auszeichnung, Verkäufe) | Verkäufe |
| -------------------- | ---------------------------------------------------------------------- | -------- |
| Brasilien (PMB)      | Gold                                                                   | 20.000   |
| Spanien (Promusicae) | 3× Platin                                                              | 180.000  |
| Insgesamt            | 1× Gold · 3× Platin ·                                                  | 200.000  |

### Tus gafitas
| Land/Region          | Auszeichnungen für Musikverkäufe (Land/Region, Auszeichnung, Verkäufe) | Verkäufe |
| -------------------- | ---------------------------------------------------------------------- | -------- |
| Spanien (Promusicae) | Gold                                                                   | 30.000   |
| Insgesamt            | 1× Gold ·                                                              | 30.000   |

### Besties
| Land/Region          | Auszeichnungen für Musikverkäufe (Land/Region, Auszeichnung, Verkäufe) | Verkäufe |
| -------------------- | ---------------------------------------------------------------------- | -------- |
| Spanien (Promusicae) | Gold                                                                   | 30.000   |
| Insgesamt            | 1× Gold ·                                                              | 30.000   |

### Ojos Ferrari
| Land/Region          | Auszeichnungen für Musikverkäufe (Land/Region, Auszeichnung, Verkäufe) | Verkäufe |
| -------------------- | ---------------------------------------------------------------------- | -------- |
| Spanien (Promusicae) | Gold                                                                   | 30.000   |
| Insgesamt            | 1× Gold ·                                                              | 30.000   |

### Mañana será bonito
| Land/Region               | Auszeichnungen für Musikverkäufe (Land/Region, Auszeichnung, Verkäufe) | Verkäufe  |
| ------------------------- | ---------------------------------------------------------------------- | --------- |
| Spanien (Promusicae)      | Gold                                                                   | 30.000    |
| Vereinigte Staaten (RIAA) | Gold                                                                   | (500.000) |
| Vereinigte Staaten (RIAA) | 9× Platin (Latin)                                                      | 540.000   |
| Insgesamt                 | 2× Gold · 9× Platin ·                                                  | 580.000   |

### Gucci los paños
| Land/Region          | Auszeichnungen für Musikverkäufe (Land/Region, Auszeichnung, Verkäufe) | Verkäufe |
| -------------------- | ---------------------------------------------------------------------- | -------- |
| Spanien (Promusicae) | Gold                                                                   | 30.000   |
| Insgesamt            | 1× Gold ·                                                              | 30.000   |

### Carolina
| Land/Region          | Auszeichnungen für Musikverkäufe (Land/Region, Auszeichnung, Verkäufe) | Verkäufe |
| -------------------- | ---------------------------------------------------------------------- | -------- |
| Spanien (Promusicae) | Gold                                                                   | 30.000   |
| Insgesamt            | 1× Gold ·                                                              | 30.000   |

### Mi Ex tenía razón
| Land/Region               | Auszeichnungen für Musikverkäufe (Land/Region, Auszeichnung, Verkäufe) | Verkäufe |
| ------------------------- | ---------------------------------------------------------------------- | -------- |
| Kanada (MC)               | Gold                                                                   | 40.000   |
| Mexiko (AMPROFON)         | 5× Gold                                                                | 350.000  |
| Spanien (Promusicae)      | 2× Platin                                                              | 120.000  |
| Vereinigte Staaten (RIAA) | 6× Platin                                                              | 360.000  |
| Insgesamt                 | 2× Gold · 10× Platin ·                                                 | 870.000  |

### Qlona
| Land/Region               | Auszeichnungen für Musikverkäufe (Land/Region, Auszeichnung, Verkäufe) | Verkäufe |
| ------------------------- | ---------------------------------------------------------------------- | -------- |
| Brasilien (PMB)           | Gold                                                                   | 20.000   |
| Italien (FIMI)            | Gold                                                                   | 50.000   |
| Spanien (Promusicae)      | 5× Platin                                                              | 300.000  |
| Vereinigte Staaten (RIAA) | 7× Platin                                                              | 420.000  |
| Insgesamt                 | 2× Gold · 12× Platin ·                                                 | 790.000  |

### Una noche en Medellín (Remix)
| Land/Region               | Auszeichnungen für Musikverkäufe (Land/Region, Auszeichnung, Verkäufe) | Verkäufe |
| ------------------------- | ---------------------------------------------------------------------- | -------- |
| Spanien (Promusicae)      | Platin                                                                 | 60.000   |
| Vereinigte Staaten (RIAA) | 7× Platin                                                              | 420.000  |
| Insgesamt                 | 8× Platin ·                                                            | 480.000  |

### Oki Doki
| Land/Region          | Auszeichnungen für Musikverkäufe (Land/Region, Auszeichnung, Verkäufe) | Verkäufe |
| -------------------- | ---------------------------------------------------------------------- | -------- |
| Spanien (Promusicae) | Platin                                                                 | 60.000   |
| Insgesamt            | 1× Platin ·                                                            | 60.000   |

### Dispo
| Land/Region          | Auszeichnungen für Musikverkäufe (Land/Region, Auszeichnung, Verkäufe) | Verkäufe |
| -------------------- | ---------------------------------------------------------------------- | -------- |
| Spanien (Promusicae) | Gold                                                                   | 30.000   |
| Insgesamt            | 1× Gold ·                                                              | 30.000   |

### Gatita Gangster
| Land/Region          | Auszeichnungen für Musikverkäufe (Land/Region, Auszeichnung, Verkäufe) | Verkäufe |
| -------------------- | ---------------------------------------------------------------------- | -------- |
| Spanien (Promusicae) | 2× Platin                                                              | 120.000  |
| Insgesamt            | 2× Platin ·                                                            | 120.000  |

### Provenza (Remix)
| Land/Region               | Auszeichnungen für Musikverkäufe (Land/Region, Auszeichnung, Verkäufe) | Verkäufe |
| ------------------------- | ---------------------------------------------------------------------- | -------- |
| Vereinigte Staaten (RIAA) | Gold                                                                   | 30.000   |
| Insgesamt                 | 1× Gold ·                                                              | 30.000   |

### Verano rosa
| Land/Region          | Auszeichnungen für Musikverkäufe (Land/Region, Auszeichnung, Verkäufe) | Verkäufe |
| -------------------- | ---------------------------------------------------------------------- | -------- |
| Spanien (Promusicae) | Gold                                                                   | 50.000   |
| Insgesamt            | 1× Gold ·                                                              | 50.000   |

## Statistik und Quellen
| Land/RegionAuszeichnungen für Musikverkäufe (Land/Region, Auszeichnungen, Verkäufe, Quellen) | Silber     | Gold         | Platin         | Diamant         | Verkäufe   | Quellen             |
| -------------------------------------------------------------------------------------------- | ---------- | ------------ | -------------- | --------------- | ---------- | ------------------- |
| Argentinien (CAPIF)                                                                          | —          | 2× Gold2     | 12× Platin12   | 6× Diamant6     | 1.070.000  | Einzelnachweise     |
| Australien (ARIA)                                                                            | —          | 2× Gold2     | —              | —               | 70.000     | aria.com.au         |
| Belgien (BRMA)                                                                               | —          | Gold1        | Platin1        | —               | 60.000     | ultratop.be         |
| Brasilien (PMB)                                                                              | —          | 8× Gold8     | 19× Platin19   | 4× Diamant4     | 1.560.000  | pro-musicabr.org.br |
| Chile (IFPI)                                                                                 | —          | 4× Gold4     | 8× Platin8     | 6× Diamant6     | 4.125.000  | profovi.cl          |
| Deutschland (BVMI)                                                                           | —          | Gold1        | —              | —               | 200.000    | musikindustrie.de   |
| Ecuador (SOPROFON)                                                                           | —          | 2× Gold2     | 23× Platin23   | —               | 162.000    | Einzelnachweise     |
| Frankreich (SNEP)                                                                            | —          | 6× Gold6     | —              | 3× Diamant3     | 1.549.999  | snepmusique.com     |
| Italien (FIMI)                                                                               | —          | 4× Gold4     | 9× Platin9     | —               | 905.000    | fimi.it             |
| Kanada (MC)                                                                                  | —          | 8× Gold8     | 5× Platin5     | —               | 720.000    | musiccanada.com     |
| Kolumbien (ASINCOL)                                                                          | —          | 2× Gold2     | 15× Platin15   | 35× Diamant35   | 7.210.000  | Einzelnachweise     |
| Mexiko (AMPROFON)                                                                            | —          | 15× Gold15   | 53× Platin53   | 64× Diamant64   | 27.340.000 | amprofon.com.mx     |
| Neuseeland (RMNZ)                                                                            | —          | 2× Gold2     | —              | —               | 30.000     | radioscope.co.nz    |
| Peru (UNIMPRO)                                                                               | —          | 4× Gold4     | 12× Platin12   | Diamant1        | 163.000    | Einzelnachweise     |
| Polen (ZPAV)                                                                                 | —          | 3× Gold3     | 3× Platin3     | —               | 180.000    | olis.pl             |
| Portugal (AFP)                                                                               | —          | 6× Gold6     | 13× Platin13   | —               | 158.500    | Einzelnachweise     |
| Schweiz (IFPI)                                                                               | —          | 2× Gold2     | —              | —               | 20.000     | hitparade.ch        |
| Spanien (Promusicae)                                                                         | —          | 18× Gold18   | 139× Platin139 | —               | 8.550.000  | elportaldemusica.es |
| Uruguay (CUD)                                                                                | —          | 2× Gold2     | 17× Platin17   | Diamant1        | 87.000     | Einzelnachweise     |
| Venezuela (APFV)                                                                             | —          | —            | 7× Platin7     | —               | 70.000     | Einzelnachweise     |
| Vereinigte Staaten (RIAA)                                                                    | —          | 19× Gold19   | 140× Platin140 | 26× Diamant26   | 25.310.000 | riaa.com            |
| Vereinigtes Königreich (BPI)                                                                 | 2× Silber2 | —            | —              | —               | 400.000    | bpi.co.uk           |
| Zentralamerika (CFC)                                                                         | —          | 3× Gold3     | 18× Platin18   | 4× Diamant4     | 2.275.000  | cfc-musica.com      |
| Insgesamt                                                                                    | 2× Silber2 | 114× Gold114 | 494× Platin494 | 150× Diamant150 |            |                     |